# Jane Randolph

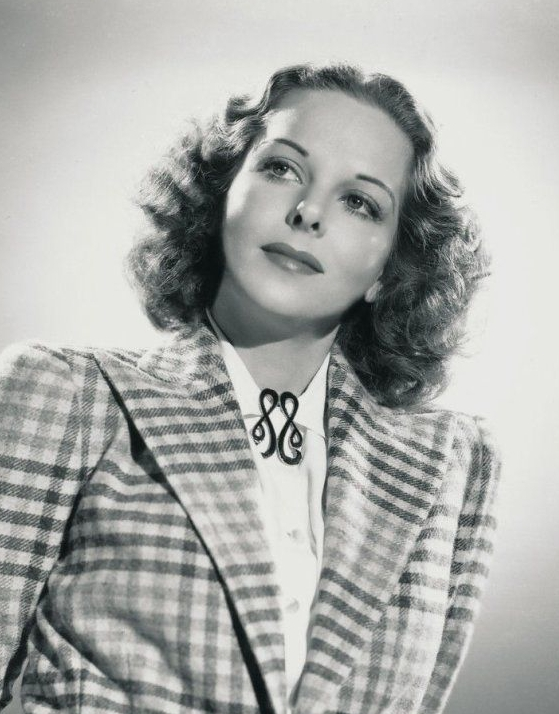
Jane Randolph (1940er Jahre)

Jane Randolph (* 30. Oktober 1915 in Youngstown, Ohio; † 4. Mai 2009 in Saanen-Gstaad, Schweiz; eigentlich Jane Roemer) war eine US-amerikanische Schauspielerin.

## Leben
In den 1930er Jahren zog Jane Randolph von Indiana nach Hollywood, um als Filmschauspielerin Karriere zu machen. Dort wurde sie während ihrer Schauspielausbildung von Warner Bros. unter Vertrag genommen. Nach einigen kleinen Rollen in Warner-Produktionen übernahm 1942 RKO Pictures ihren Vertrag. Im selben Jahr erhielt Randolph in der Kriminalkomödie Highways by Night neben Richard Carlson ihre erste Hauptrolle. Es folgten einige größere und große Rollen in B-Movie-Produktionen des Film noir. Meist spielte Randolph darin verletzlich wirkende Charaktere, so auch in ihrem größten Erfolg, dem Psychothriller Katzenmenschen von Jacques Tourneur. In einer viel zitierten Szene flieht sie darin in panischer Angst vor einem möglicherweise imaginären Panther durch den New Yorker Central Park. Zu ihren weiteren Filmen gehören die Fortsetzung The Curse of the Cat People, Anthony Manns Thriller Der parfümierte Killer sowie die Komödie Abbott und Costello treffen Frankenstein.
Nach ihrer Hochzeit mit dem spanischen Geschäftsmann Jaime del Almo im Jahr 1949 beendete Randolph ihre Schauspielkarriere und zog zu ihrem Ehemann nach Spanien. Einen letzten, in Vor- und Abspann ungenannten Filmauftritt hatte sie 1955 in Terence Youngs in Madrid gedrehtem Film Die Dame des Königs. Ab den 1960er Jahren lebte sie mit ihrem Mann Jaime del Amo, mit dem sie eine Tochter hatte, im Schweizer Ort Gstaad.
Ihre letzten Lebensjahre verbrachte Randolph abwechselnd in Los Angeles und in einem Chalet in der Schweiz. Nach einem Hüftbruch und anschließenden Komplikationen starb sie am 4. Mai 2009 im Alter von 93 Jahren in Gstaad.

## Filmografie (Auswahl)
- 1941: Herzen in Flammen (Manpower)
- 1941: Mit einem Fuß im Himmel (One Foot in Heaven)
- 1942: Thema: Der Mann (The Male Animal)
- 1942: The Falcon’s Brother
- 1942: Highways by Night
- 1942: Katzenmenschen (Cat People)
- 1943: The Falcon Strikes Back
- 1944: The Curse of the Cat People
- 1944: In the Meantime, Darling
- 1945: A Sporting Chance
- 1945: Jealousy
- 1946: In Fast Company
- 1946: The Mysterious Mr. M
- 1946: Fool’s Gold
- 1947: Der parfümierte Killer (Railroaded!)
- 1947: Geheimagent T (T-Men)
- 1948: Open Secret
- 1948: Abbott und Costello treffen Frankenstein (Bud Abbott Lou Costello Meet Frankenstein)
- 1955: Die Dame des Königs (That Lady)